# NGC 7529
NGC 7529 est une galaxie spirale située dans la constellation de Pégase. Sa vitesse par rapport au fond diffus cosmologique est de 4 169 ± 26 km/s, ce qui correspond à une distance de Hubble de 61,5 ± 4,3 Mpc (∼201 millions d'al). NGC 7529 a été découverte par l'astronome allemand Wilhelm Tempel en 1880.
NGC 7529 présente une large raie HI. Selon la base de données Simbad, NGC 7529 est une candidate au titre de galaxie à noyau actif. Un article publié en 2012 rapporte le contenu détaillé des raies des ions suivants : O III, l'ion N II, de la raie Hα de l'hydrogène et de l'ion S.

## Groupe de NGC 7515
NGC 7529 est un membre du groupe de NGC 7515. Selon Levy et ses collègues, il s'agit d'un groupe d'avant plan de l'amas de Pégasus I en compagnie de 16 autres galaxies. Ces galaxies sont NGC 7469, NGC 7495, NGC 7515, NGC 7529, NGC 7535, NGC 7536, NGC 7570, NGC 7580, NGC 7591, IC  5283, IC  5292, UGC 12370, UGC 12423, UGC 12426, UGC 12547 et UGC 12555.
Certaines des galaxies mentionnées par Levy et ses collègues sont aussi mentionnées par A.M. Garcia dans un article publié en 1993, soit NGC 7515, NGC 7535, NGC 7536, NGC 7570 et NGC 7580. À ces cinq galaxies, Garcia ajoute les galaxies NGC 7563, UGC 12388, UGC 12403 et MCG 2-59-2. Elles sont dans la même région du ciel et à des distances semblables que les 16 galaxies retenues par Levy. Si l'on ajoute ces quatre dernières galaxies au groupe de NGC 7515, on obtient un total de 20 membres.